# 蒋锦坤
蒋锦坤（1972年—），广西龙胜人，苗族，中华人民共和国政治人物、第十二届全国人民代表大会广西地区代表。
毕业于广西桂林农业学校果树栽培技术专业。加入中国共产党。2013年，担任全国人大代表。